# Kamila Żuk
Kamila Żuk (Wałbrzych, 19 novembre 1997) è una biatleta polacca.

## Biografia
Ha esordito in Coppa del Mondo il 18 dicembre 2015 a Pokljuka (75ª nella sprint) e ai Giochi olimpici invernali a Pyeongchang 2018 (16ª nella staffetta mista). Il 15 marzo 2018 a Oslo ha ottenuto i suoi primi punti in Coppa del Mondo (35ª nella sprint) e il 14 febbraio 2019 nella sprint di Soldier Hollow il suo miglior risultato individuale (6ª). Ha debuttato ai campionati mondiali ad Östersund 2019 piazzandosi 46ª nella sprint, 36ª nell'inseguimento, 48ª nell'individuale e 7ª nella staffetta; nell'edizione seguente di Anterselva 2020 è stata 58ª nella sprint, 84ª nell'individuale, 7ª nella staffetta, 17ª nella staffetta mista, 18ª nella staffetta mista individuale. L'anno dopo ai Mondiali di Pokljuka 2021 si è classificata 29ª nella sprint, 47ª nell'inseguimento, 59ª nell'individuale, 6ª nella staffetta, 24ª nella staffetta mista e 26ª nella staffetta mista individuale.
Ha partecipato ai XXIV Giochi olimpici invernali di Pechino 2022 giungendo 53ª nella sprint, 36ª nell'individuale e 14ª nella staffetta. Ai Mondiali di Oberhof 2023 si è posizionata 56ª nella sprint, 52ª nell'inseguimento, 50ª nell'individuale, 9ª nella staffetta e 22ª nella staffetta mista e a quelli di Lenzerheide 2025 si è classificata 68ª nella sprint, 59ª nell'individuale, 9ª nella staffetta e 14ª nella staffetta mista.

## Palmarès

### Mondiali juniores
- 4 medaglie:
  - 2 ori (sprint, individuale a Otepää 2018)
  - 2 argenti (inseguimento a Otepää 2018; sprint a Brezno-Osrblie 2019)

### Europei
- 1 medaglia:
  - 1 oro (inseguimento a Duszniki-Zdrój 2021)

### Coppa del Mondo
- Miglior piazzamento in classifica generale: 38ª nel 2020